# 交易日
交易日（trading day），又稱交易時間（regular trading hours，RTH），是指證券交易所公開交易的時間，和延長時段交易（extended trading hours，ETH）相對。例如紐約證券交易所的交易時間是早晨9:30至午後16:00。一般交易日是禮拜一至禮拜五，但公共假日除外。紐約證券交易所和納斯達克年均有約252個交易日。2021年開始，六月節成為美國新的非交易日。